# Walther P88
Walther P-88 — немецкий пистолет, разработанный оружейной компанией Walther как армейское и полицейское оружие.

## Создание
Пистолет создавался специально для участия в конкурсе под названием «M9» на перевооружение личным табельным оружием офицерского и сержантского состава всех видов вооружённых сил США. Вместе с ним, на суд жюри конкурса были представлены образцы ещё девяти изготовителей:
Пистолеты, представленные на конкурс M9
Однако, по итогам конкурса победителем был объявлен образец фирмы Beretta, после чего корпоративный менеджмент Walther переориентировался на поиск новых заказчиков.

## Описание
Р-88 является самозарядным пистолетом, работающим за счёт автоматики с коротким ходом ствола. В отличие от ранних пистолетов, в Р-88 применена схема Браунинга — с качающимся стволом и запиранием одним массивным боевым упором за окно для выбрасывания гильз в затворе.
Предохранитель — внутренний автоматический, аналогичный предохранителю, который применён в пистолете Walther P-5. Он блокирует ударник и двусторонний рычаг безопасного спуска курка на раме.

## Варианты и модификации
- Walther P88 - выпуск начат в 1988 году и прекращён в 1996 году
- Walther P88 Compact - разработанная в 1992 году[2] компактная модель с укороченным до 97 мм стволом, уменьшенной до 14 патронов ёмкостью магазина и иной конструкцией предохранителя, который блокирует ударно-спусковой механизм и управляемый двусторонним рычагом на затворе.
- Walther P88 Competition - спортивный пистолет под патрон 9×19 мм[3]
- Walther P88 Champion - модификация Walther P88 Competition, спортивный пистолет под патрон 9×19 мм (с установленным дульным тормозом-компенсатором)
- Walther P88 Sport - спортивный пистолет под патрон .22 Long Rifle, с 10-зарядным магазином

### Газовые и пневматические реплики и копии пистолета
- Umarex Walther P-88 Compact - газовый пистолет под патрон 9 мм P.A.K., ёмкость магазина — 10 патронов
- Umarex Walther CP88 Competition - 4,5-мм пневматический газобаллонный пистолет

## В кинофильмах и компьютерных играх
Пистолет встречается в литературно-художественных произведениях, кинофильмах, мультфильмах и компьютерных играх.
В телесериале «Бригада» его ошибочно называют «9-миллиметровым ТТ с обоймой на 18».
В немецком телесериале «Кобра 11 Дорожная полиция» пистолет Walther P88 Compact использовался рядом основных персонажей.